# Selbstorganisierende Monoschicht
Die selbstorganisierende Monoschicht (engl. self-assembled monolayer, SAM) ist ein
wichtiger Bestandteil der Nanotechnologie. Eine selbstorganisierende Monoschicht bildet sich spontan beim Eintauchen von oberflächenaktiven oder organischen Substanzen in eine Lösung bzw. Suspension. Geeignete Substanzen sind dabei z. B. Alkanthiole, Alkyltrichlorsilane und Fettsäuren. Diese bilden auf Metallen wie Gold, Silber, Platin und Kupfer sowie Graphit und Silicium einfache Monoschichten mit einer hohen inneren Ordnung. Im Allgemeinen wird die Ausbildung von geordneten Schichten nur auf Terrassen der Einkristalle beobachtet, an Defekten wie Stufenversetzungen beobachtet man ein davon abweichendes Verhalten.
Derartig behandelte Oberflächen sind in Luft über Monate stabil. Im Gegensatz zu herkömmlichen Beschichtungsverfahren wie chemischer Gasphasenabscheidung (engl. chemical vapor deposition, CVD) haben SAM eine definierte Dicke, die je nach verwendetem Molekül im Bereich von 0,1 nm bis zu einigen Nanometern liegt. Die Empfindlichkeit von organischen Schichten gegenüber reaktivem Gas kann mit Hilfe der Rastertunnelmikroskopie sichtbar gemacht werden. Auf Grund dieser möglichen Reaktivität werden organische Monolagen oft in Ultrahochvakuum untersucht.
In der Halbleitertechnologie wird die selbstorganisierende Monoschicht zur Oberflächenstabilisierung und maßgeschneiderten Funktionalisierung von Elektroden verwendet. Je nach Länge der verwendeten Alkylketten wird dabei die Permeabilität und die Ladungstransfergeschwindigkeit beeinflusst.
Das Anwendungsgebiet von SAM-modifizierten Elektroden ist sehr breit. Unter anderem wird die Technik der selbstorganisierenden Monoschicht beim elektrochemischen Rastertunnelmikroskop, bei Zelluntersuchungen, Sensorik und in der Nanoelektronik verwendet.